# Tobias von Pein

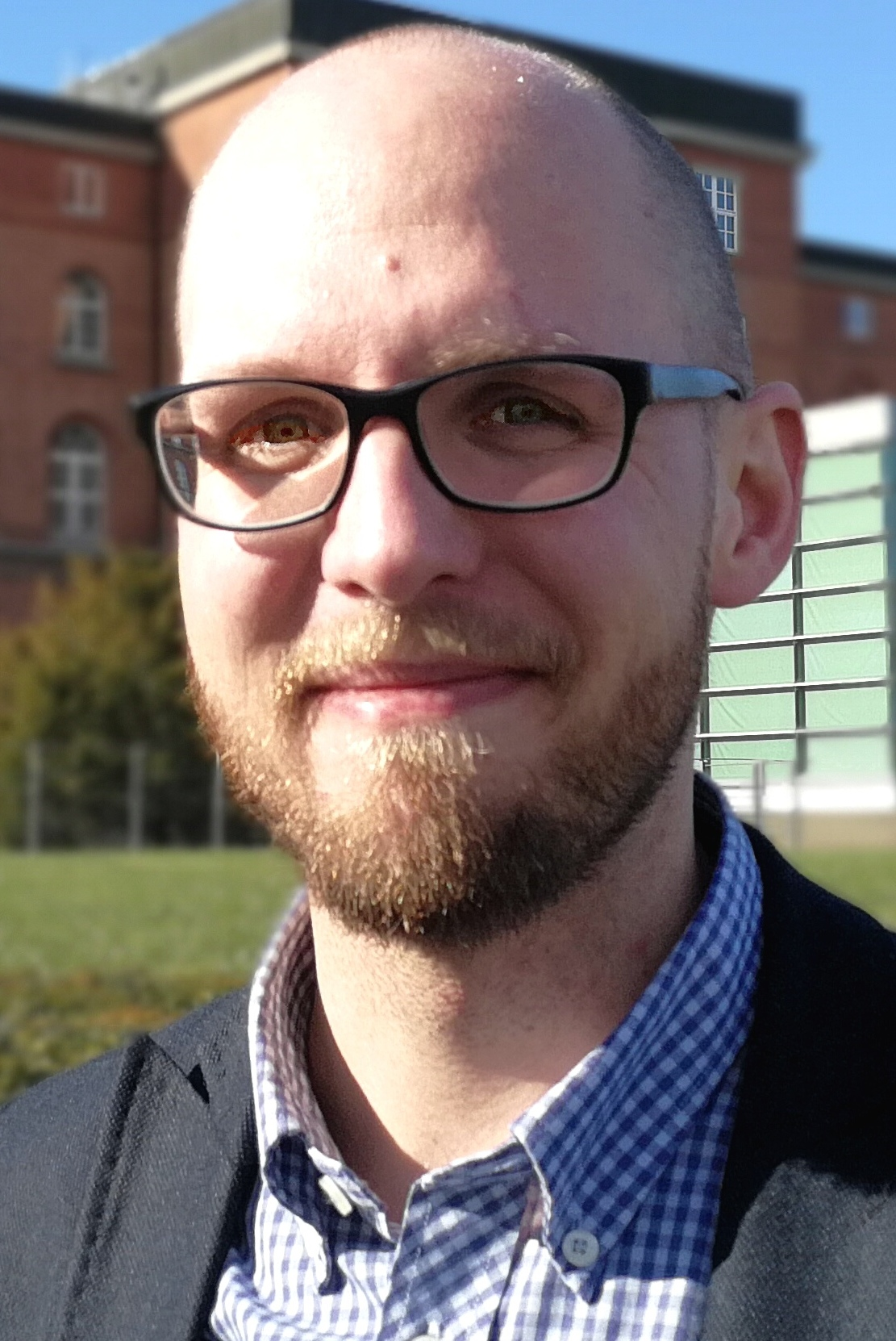
Tobias von Pein, 2017

Tobias von Pein (* 12. Juli 1985 in Hamburg) ist ein deutscher Gewerkschafter (IGBCE) und Politiker (SPD). Von 2012 bis 2022 war er Mitglied des Landtages von Schleswig-Holstein.

## Leben und Beruf
Von Pein wuchs in Trittau und Lütjensee auf. Er schloss 2002 die Realschule in Trittau mit der Mittleren Reife ab und absolvierte anschließend eine Ausbildung zum Groß- und Außenhandelskaufmann bei dem Haustechnikhändler Wesemeyer (Wiedemann) in Ahrensburg und Hamburg. Er leistete Zivildienst beim Kinderschutzbund in Bargteheide. Er studierte Sozialökonomie an der Universität Hamburg im Fachbereich der ehemaligen HWP. 2010 schloss er als Sozialökonom (Bachelor) ab und studierte anschließend Ökonomische und Soziologische Studien im Master. Er war Stipendiat der Hans-Böckler-Stiftung und als Teamer für Betriebsräteseminare beim DGB Bildungswerk in Hamburg tätig.
Seit 2022 ist er bei der Industriegewerkschaft Bergbau, Chemie, Energie (IGBCE) angestellt und absolvierte dort ein Traineeprogramm in Schleswig-Holstein, im Braunkohlerevier Lausitz und in der Hauptverwaltung der IGBCE in Hannover. Er arbeitet als Gewerkschaftssekretär für die IGBCE in Hamburg.

## Politik
Von Pein ist seit 2002 Mitglied der SPD. Von 2004 bis 2011 war er Vorsitzender der Jusos in Stormarn, von 2008 bis 2015 Gemeindevertreter in Lütjensee. Von 2012 an war er Mitglied im Kreisvorstand der SPD Stormarn, von 2018 bis 2021 war er Kreisvorsitzender.
Bei der Landtagswahl in Schleswig-Holstein 2012 kandidierte er im Wahlkreis Stormarn-Mitte und rückte nach der Regierungsbildung über die Landesliste als Nachfolger von Rolf Fischer in den Landtag nach. Bei der Landtagswahl in Schleswig-Holstein 2017 trat er erneut an und rückte über die Landesliste in den Landtag nach, nachdem sich der Ministerpräsident Torsten Albig nach der verlorenen Landtagswahl aus der Politik zurückgezogen hatte. Bei der Landtagswahl 2022 verzichtete er auf eine dritte Amtszeit.
Er ist Mitglied im Landesvorstand der AfA der SPD Schleswig-Holstein.